# انفجار بزرگ (داستان)
انفجار بزرگ (به انگلیسی: The Great Explosion) یک رمان علمی‌تخیلی نوشتهٔ اریک فرانک راسل است نویسندهٔ انگلیسی است که اولین بار در سال ۱۹۶۲ منتشر شد. داستان این کتاب به سه بخش تقسیم می‌شود. بخش پایانی آن بر اساس داستان کوتاهی از راسل به نام «... و سپس هیچ‌کس نبود» (And Then There Were None) که در سال ۱۹۵۱ منتشر شده بود، نوشته شده است. بیست و سه سال پس از انتشار این رمان، برندهٔ جایزهٔ «تالار مشاهیر پرومتئوس» (Prometheus Hall of Fame Award) شد.
این رمان با رویکردی طنزآمیز به موضوعاتی مانند جامعه، سیاست و رفتارهای انسانی می‌پردازد و در ژانر علمی‌تخیلی جای می‌گیرد. راسل در این اثر با استفاده از داستان‌های جذاب و شخصیت‌های متنوع، نقدی اجتماعی را در قالب داستانی سرگرم‌کننده ارائه می‌دهد.

## خلاصه داستان
این داستان به بررسی جوامع مختلف در سیاره‌های گوناگون پس از گسترش انسان‌ها در کهکشان می‌پردازد. در این داستان، فناوری پیشرفتهٔ «پیشرانهٔ بلیدر» (Blieder drive) که امکان سفر سریع‌تر از نور را فراهم می‌کند، به انسان‌ها اجازه داده تا کهکشان را تسخیر کرده و سیاره‌های مختلف را به مستعمره‌های خود تبدیل کنند. هر سیاره به یک گروه اجتماعی خاص اختصاص یافته است. چهارصد سال پس از این گسترش (که به «انفجار بزرگ» معروف است)، یک سفینهٔ فضایی از زمین به سه سیاره سر می‌زند تا اولین گام‌ها را برای ایجاد یک امپراتوری جدید در کهکشان بردارد.
سفینه حاوی دو هزار نفر از ساکنان زمین است، از جمله مقامات مغرور، ارتش بوروکرات‌ها، نیروهای نظامی و خدمهٔ سفینه که برخی از آن‌ها افراد نامناسب و عجیب‌وغریبی هستند. اما اوضاع آن‌طور که انتظار می‌رود پیش نمی‌رود، زیرا مقامات نظامی نالایق و مستبد سفینه با سه جامعهٔ کاملاً متفاوت مواجه می‌شوند.